# لوک کومز
لوک آلبرت کومز (به انگلیسی: Luke Albert Combs؛ تلفظ: ‎/koʊmz/‎) خواننده و ترانه سرای آمریکایی در سبک موسیقی کانتری است. کومز در کارولینای شمالی به دنیا آمد و بزرگ شد. از کودکی شروع به اجرا کرد که مهم‌ترین آنها اجرا در تالار کارنگی است. وی پس از ترک تحصیل از کالج، برای دنبال کردن حرفه موسیقی، به نشویل، تنسی نقل مکان کرد و اولین پروژه خود را در سال ۲۰۱۴ منتشر کرد.
در سال ۲۰۱۷، کومز اولین آلبوم خود را منتشر کرد که به رتبه چهارم بیلبورد ۲۰۰ رسید. کومز دومین آلبوم خود را در ۸ نوامبر ۲۰۱۹ منتشر کرد. این آلبوم در چندین نمودار در صدر قرار گرفت و به اولین آلبومی از او تبدیل شد که به این موفقیت رسید.
موسیقی کومز، سه نامزدی جوایز گرمی، دو جایزه آی‌هارت‌رادیو، چهار جایزه آکادمی موسیقی کانتری و شش جایزه انجمن موسیقی کانتری از جمله مهمترین آنها، جایزه بهترین سرگرم‌کننده سال ۲۰۲۱ و ۲۰۲۲ را برای او به ارمغان آورده‌است.

## واژه‌نامه
1. ↑  This One's for You
2. ↑  What You See Is What You Get